# Rose Loga
Rose Loga (* 27. Juli 2002 in Paris) ist eine französische Leichtathletin, die sich auf den Hammerwurf spezialisiert hat.

## Sportliche Laufbahn
Erste internationale Erfahrungen sammelte Rose Loga im Jahr 2018, als sie bei den U18-Europameisterschaften in Győr mit einer Weite von 60,22 m in der Qualifikationsrunde ausschied. Im Jahr darauf belegte sie beim Europäischen Olympischen Jugendfestival (EYOF) in Baku mit 68,23 m den fünften Platz und 2021 gewann sie bei den U20-Europameisterschaften in Tallinn mit 67,70 m die Silbermedaille. Anschließend gewann sie bei den U20-Weltmeisterschaften in Nairobi mit 67,11 m ebenfalls die Silbermedaille. Im Jahr darauf schied sie bei den Europameisterschaften in München mit 66,27 m in der Qualifikationsrunde aus und 2023 siegte sie mit 69,31 m beim Maurie Plant Meet – Melbourne. Im Juni wurde sie bei der 1. Liga der Team-Europameisterschaft im Rahmen der Europaspiele in Chorzów mit 65,71 m Zehnte, ehe sie bei den U23-Europameisterschaften in Espoo mit 62,63 m auf Rang elf. Im August verpasste sie dann bei den Weltmeisterschaften in Budapest mit 67,95 m den Finaleinzug. Im Jahr darauf gewann sie bei den Europameisterschaften in Rom mit 72,68 m die Bronzemedaille hinter der Italienerin Sara Fantini und Anita Włodarczyk aus Polen. Anschließend schied sie bei den Olympischen Sommerspielen in Paris mit 68,94 m in der Qualifikationsrunde aus.
2024 wurde Loga französische Meisterin im Hammerwurf.